# Laughter in the rain
Laughter in the rain is een lied geschreven door Neil Sedaka (muziek) en Phil Cody (tekst). Cody zei later dat hij het liedje in vijf minuten op papier had, nadat hij flink geblowd had en tegen een boom in slaap was gevallen. Nadat Sedaka het zelf had opgenomen, kwam een kleine stroom aan covers op gang. Artiesten onder de vertolkers waren bijvoorbeeld Johnny Mathis, Earl Klugh en Günther Neefs. Voor Nederland was een versie van Sandra Reemer voorhanden. Het lied werd internationaal door vertalingen naar het Frans (Sous les parapluies voor Rika Zaraï) en Fins (Kun sä vierelläin sateessa oot voor Markku Aro). Ray Conniff nam het close harmony op en noemde een van zijn albums naar het liedje.

## Neil Sedaka
Neil Sedaka had er zelf groots succes mee. Laughter haalde de eerste plaats in de Amerikaanse Billboard Hot 100 mee. Het plaatje stond twintig weken genoteerd in die lijst. In Engeland was de verkoop minder, desalniettemin stond het negen weken genoteerd in de UK Singles Chart met als hoogste notering plaats 15. In Nederland en België schampte Sedaka af en toe de hitparade.

### Nederlandse Top 40
| Positie: | 36 | 35 | 38 | uit |

## Sandra Reemer
Laughter in the rain was tevens een single van Sandra Reemer. Het is afkomstig van haar coveralbum The best of my love. Hans Hollestelle bewerkte het lied voor die opname. Zij had wel succes met dit plaatje in de Nationale Hitparade. Daarbij gemeld worden dat die Nederlandse hitparade sinds 1974 (toen nog Daverende 30) qua lengte uitgebreid was van dertig naar honderd plaatsen/platen.

### NederlandseNational Hitparade
| Positie: | 96 | 86 | 91 | uit |

Sandra Reemer

Al di là · Stille nacht, heilige nacht · 'k Zweef aan m'n ballonnetje · Gloria, gloria · Sluimer zacht · Singapura · Hoe leit dit kindeke · Mijn gitaar · Kopi susu · Als jij maar wacht · Een bos rozen · Heimwee · Mijn concert · Teddy song · Jij vergeet · Since you have gone · (I've got) A love like a rainbow · Simon Zealotes · Love me, honey · The party's over · Trust in me · This is your heartbeat · How little we know · Colorado · Nothing's gonna change · It hurts to be in love · America here I come · Indonesia · Get it on · Rien ne va plus · Fly like an angel · Gold · All out of love · Sleep with me tonight · Laughter in the rain · Goodnight, sweetheart, goodnight · Smoke gets in your eyes · La colegiala · For your love · He was the one · Love is cruel · Domenica · The last goodbye · Mensen zoals jij · Kom naar me toe · Alles wat ik wil · Een boom voor het leven · De mooiste droom is vogelvrij
Sandra en Andres

Storybook children · Somethin' in my heart · For the first time in my life · Reach for the moon · Let us pray together · Love is all around · Those words · Que je t'aime · Mary Madonna · Als het om de liefde gaat · Mama mia · Auntie · Aime-moi · Dzjing boem! · True love · You believed · Oh, nous sommes très amoureux
Dutch Divas

Work that body · From New York to L.A.